# Mother Love Bone
Mother Love Bone var ett amerikanskt rockband inom grunge, bildat i Seattle 1988 och splittrat 1990. Gruppen hade en kort men intensiv karriär som fick ett abrupt slut när sångaren och frontmannen Andrew Wood dog av en heroinöverdos ett par dagar innan debutalbumet Apple gavs ut i juli 1990.
Efter att gruppen upplöstes, gick Jeff Ament (basgitarr) och Stone Gossard (gitarr) med i Temple of the Dog där sedan gruppen Pearl Jam kom att växa fram ifrån.

## Historia
Mother Love Bone bildades 1988 av de tre Green River-medlemmarna Stone Gossard, Jeff Ament och Bruce Fairweather tillsammans med Malfunkshun-sångaren Andrew Wood och Skin Yard-trummisen Greg Gilmore. Bandet startades egentligen året före då Ament, Gossard, Wood och Malfunkshun-trummisen Regan Hagar spelade lite ihop, då under namnet Lords of the Wasteland. 1988 ersatte man Hagar med Gilmore, tog in Fairweather som gitarrist och bytte namn till Mother Love Bone. 
I mars 1989 släppte gruppen debut-EP:n Shine och blev därmed ett av de första banden från den nya Seattlevågen att släppa en skiva på ett stort skivbolag. I slutet av året gick man återigen in i studion för att spela in sitt första fullängdsalbum Apple. När det var dags för skivsläppet hade Mother Love Bone byggt upp en stor supporterskara i Seattle och många trodde att de skulle slå igenom stort men Andrew Wood avled av en heroinöverdos bara dagar innan skivan skulle släppas. Skivan släpptes ändå men bandet lades ner. Ett par månader senare startade Soundgardens frontman Chris Cornell hyllningsprojektet Temple of the Dog, där även Ament och Gossard medverkade, till Woods ära.

## Musik och arv
Mother Love Bone beskrivs ofta som ett grungeband men faktum är att musiken mer påminner om hårdrock eller heavy metal med inslag av grunge. Även om bandet kanske inte bör nämnas som företrädare för grungen har de haft stort inflytande över genren då både Jeff Ament och Stone Gossard senare bildade grungebandet Pearl Jam som anses vara ett av de band som fick grungen att slå igenom tillsammans med Nirvana, Soundgarden och Alice in Chains. Andrew Woods röst har stora likheter med Led Zeppelins Robert Plant. Hans låtskrivande och scenframträdanden var mycket populära.

## Bandmedlemmar
- Andrew Wood – sång
- Stone Gossard – gitarr
- Bruce Fairweather – gitarr
- Jeff Ament – basgitarr
- Greg Gilmore – trummor

## Diskografi

### Studioalbum
- Apple (1990)

### Samlingsalbum
- Stardog Champion (1992)

### EP
- Shine (Mother Love Bone) (1989)

### Singlar
- "Stardog Champion" (1990)
- "This Is Shangrila" (1990)
- "Stargazer" (1990)
- "Capricorn Sister" (1992)